# Cladocarpus longipinna
Cladocarpus longipinna is een hydroïdpoliep uit de familie Aglaopheniidae. De poliep komt uit het geslacht Cladocarpus. Cladocarpus longipinna werd in 1945 voor het eerst wetenschappelijk beschreven door Fraser. 